# Пристрели их
«Пристрели их» (англ. Shoot 'Em Up) — криминальный боевик с элементами чёрного юмора режиссёра Майкла Дэвиса. Премьера фильма состоялась 26 июля 2007 года, в России — 25 октября 2007 года.

## Сюжет
Смит (Клайв Оуэн) пытается убить Герца (Пол Джаматти), который хочет убить новорождённого младенца. Но ему лишь удаётся оторваться от преследования. Смит берёт свою подругу Донну (Моника Беллуччи) с собой. Донна соблазняет Смита, и они страстно занимаются любовью. Смит понимает истинные замыслы и отправляет Донну с ребёнком на автобус — единственный безопасный способ выбраться из города. Сам же он не успевает к ним, так как ликвидация Герца затянулась. В итоге Смиту удаётся убить Герца. В конце фильма Смит и Донна замечают друг друга в кафе и страстно целуются.

## В ролях
| Актёр           | Роль             |
| --------------- | ---------------- |
| Клайв Оуэн      | Смит             |
| Моника Беллуччи | Донна Кинтано    |
| Пол Джаматти    | Герц             |
| Стивен МакХэтти | Хэммерсон        |
| Грег Брик       | одинокий человек |
| Джулиан Ричингс | Водитель Герца   |
| Дэниэл Пилон    | сенатор Ратледж  |
| Рамона Прингл   | мать ребёнка     |

## Премьерный показ в разных странах
- США — 26 июля 2007 (San Diego Comic-Con International); 7 сентября 2007 (широкий экран)
- Канада — 7 сентября 2007
- Великобритания — 14 сентября 2007
- Франция, Филиппины — 19 сентября 2007
- Германия, Таиланд — 20 сентября 2007
- Исландия — 21 сентября 2007
- Израиль — 26 сентября 2007
- Сингапур — 27 сентября 2007
- Бельгия — 3 октября 2007
- Макао, Мексика — 5 октября 2007
- Нидерланды, Южная Корея — 11 октября 2007
- Кувейт, Турция — 12 октября 2007
- Аргентина — 18 октября 2007
- Болгария, Финляндия — 19 октября 2007
- Россия, Малайзия — 25 октября 2007
- Румыния — 26 октября 2007
- Испания — 31 октября 2007
- Гонконг, Перу — 1 ноября 2007
- Швеция, Тайвань — 2 ноября 2007
- Бразилия — 9 ноября 2007
- Колумбия, Эстония — 16 ноября 2007
- Португалия, Словения — 22 ноября 2007
- Греция — 29 ноября 2007
- Австралия — 13 декабря 2007 (ограниченный показ); 2 января 2008 (выход DVD)
- Норвегия — 26 декабря 2007
- Венгрия — 27 декабря 2007
- Дания — 7 марта 2008
- Египет — 26 марта 2008
- Италия — 11 апреля 2008
- Хорватия — 8 мая 2008
- Япония — 31 мая 2008

## Создание фильма
Фильм отличает множество насыщенных трюков и связанных с ними перестрелок. Режиссёр Майкл Дэвис, комментируя фильм, назвал его «балетом пуль». Идея фильма и сценарий у него были готовы уже в 2000 году, и постепенно Майкл сделал раскадровку к фильму на 15 минут.
Съёмки проходили с 13 февраля по 8 мая 2006 года в Торонто.

## Спецэффекты
- Eden FX — визуальные эффекты
- Mr. X Inc. — визуальные эффекты
- Paul Jones Effects Studio
- The Effects Group Inc.